# 庫利尼奇 (利維夫州)
50°10′15″N 23°48′59″E / 50.17083°N 23.81639°E
庫利尼奇（羅馬化：Kulynychi）是烏克蘭西部的村莊，隸屬利維夫州的利維夫區。該村面積7.51平方公里，海拔高度226米，2001年人口148，人口密度每平方公里19.71人。